# Myrsine melanophloeos
Myrsine melanophloeos är en viveväxtart som först beskrevs av Carl von Linné, och fick sitt nu gällande namn av Robert Brown. Myrsine melanophloeos ingår i släktet Myrsine och familjen viveväxter. Inga underarter finns listade i Catalogue of Life.

## Bildgalleri

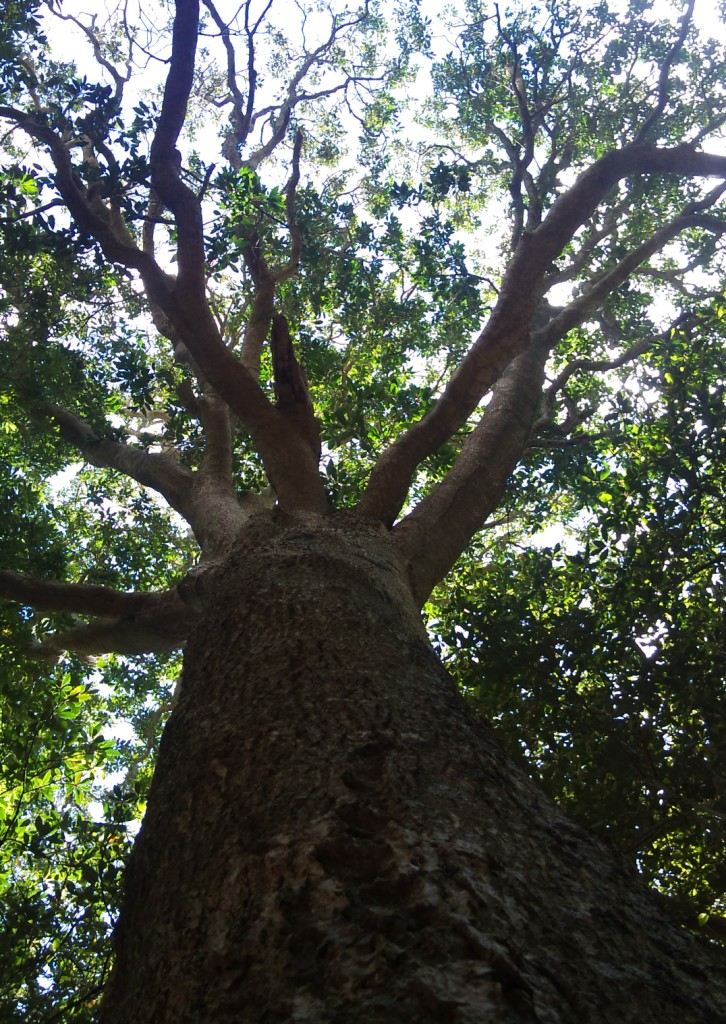
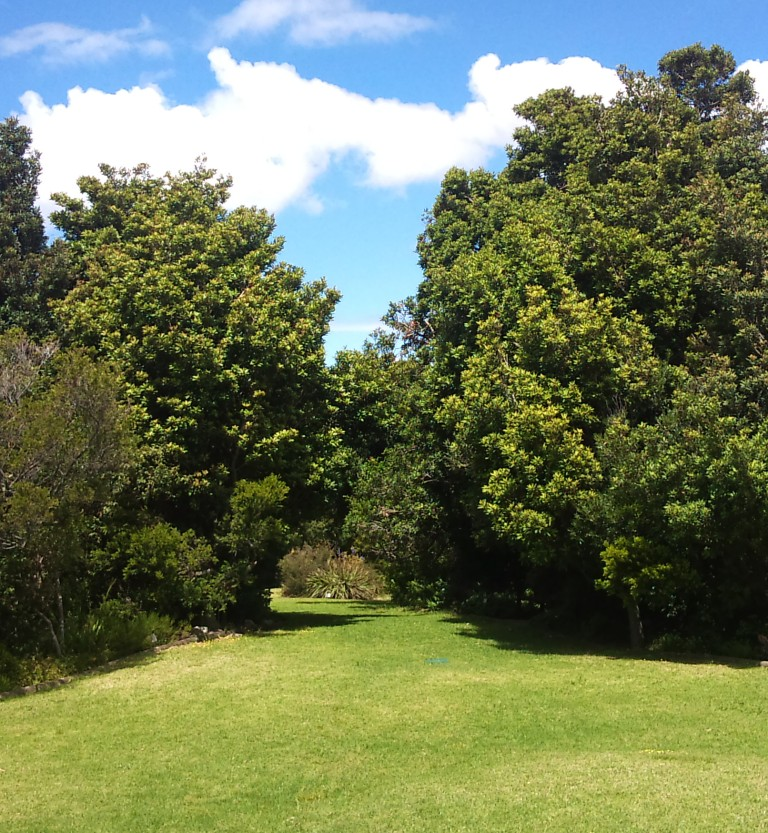
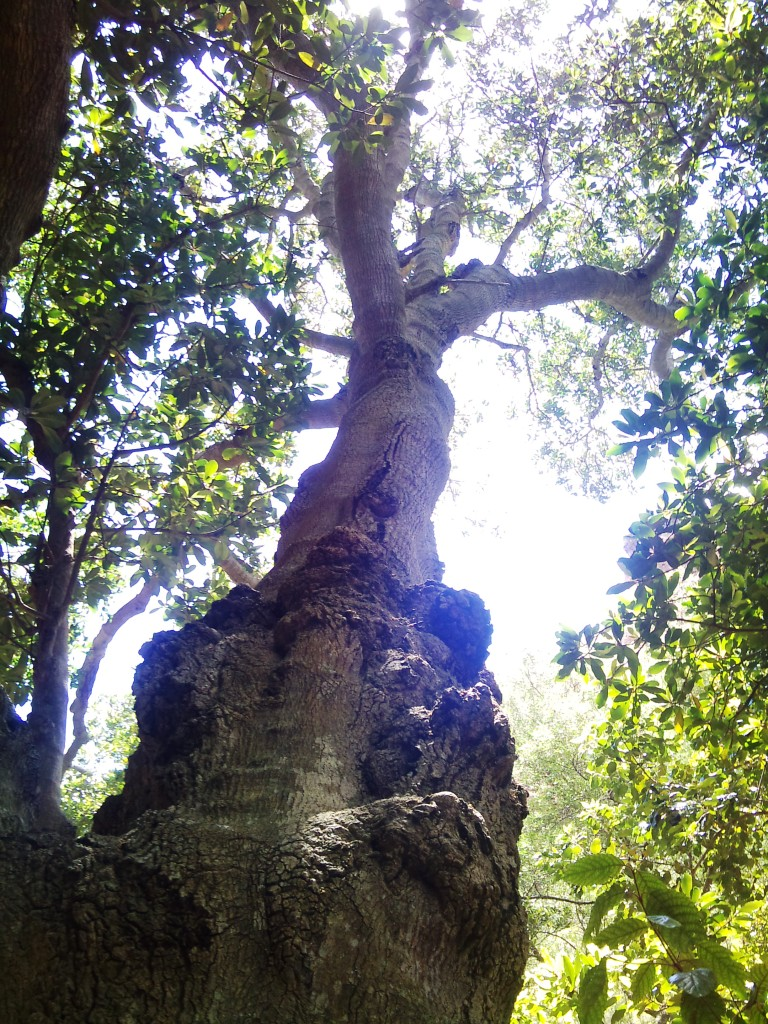
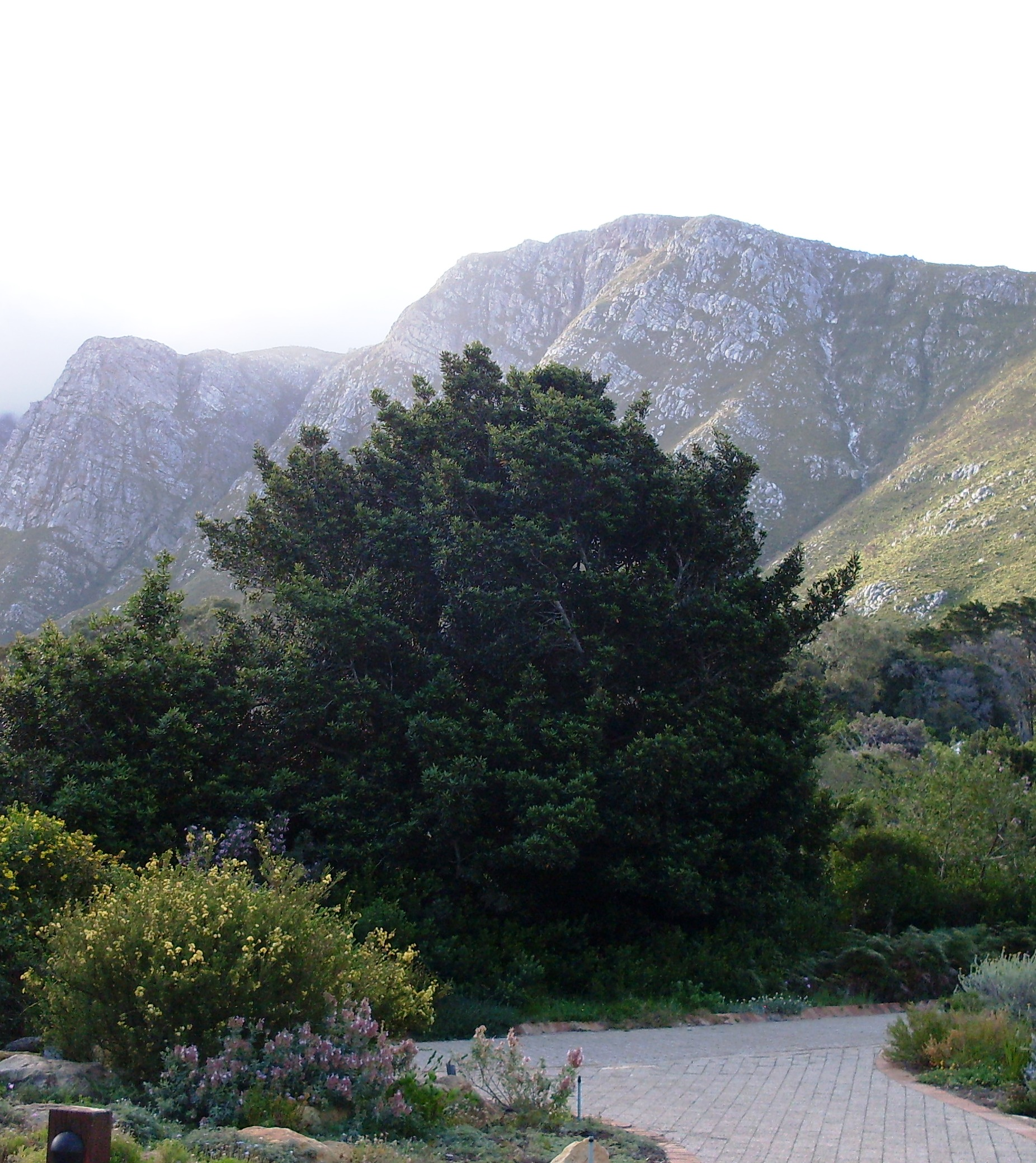
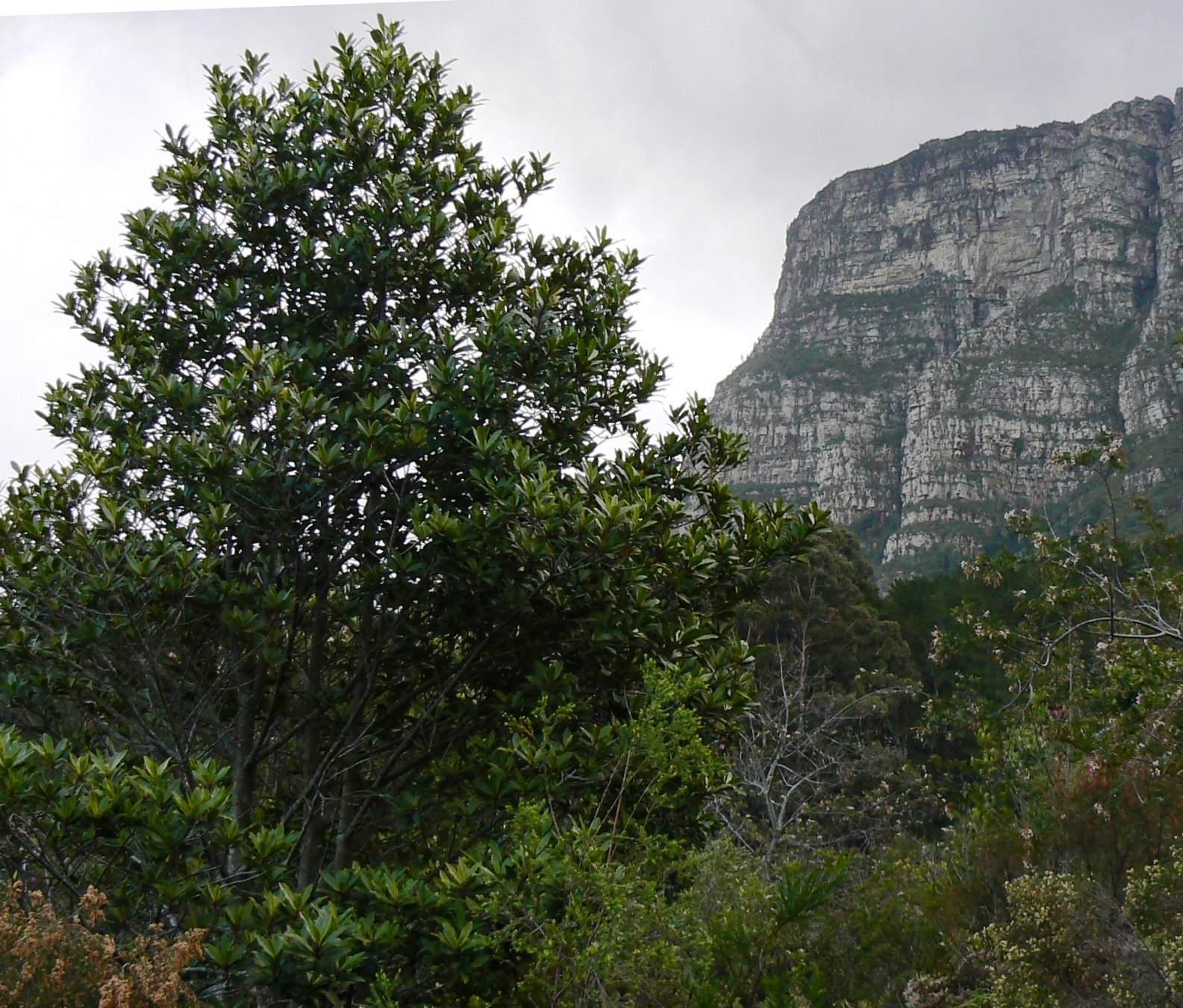
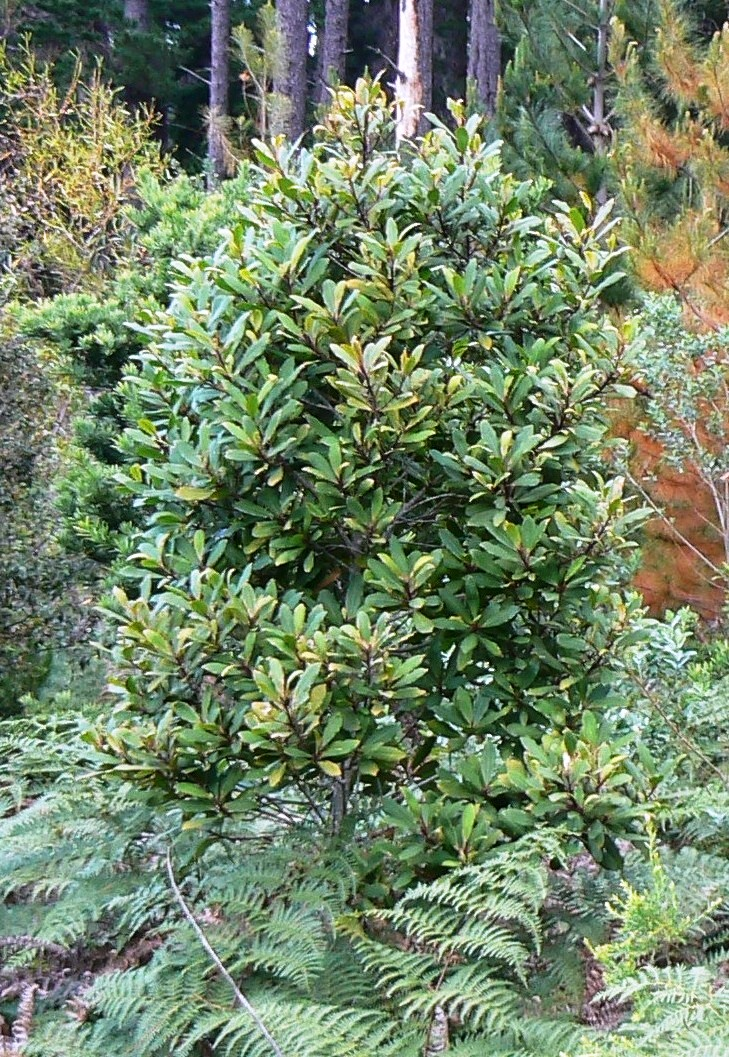